# Espoir de Koumassi
L'Espoir de Koumassi  est un club de football ivoirien basé à Abidjan. Il joue actuellement en Championnat de Côte d'Ivoire de 3e division après une saison passée en MTN Ligue 2.